# Trichosalpinx vasquezii
Trichosalpinx vasquezii är en orkidéart som beskrevs av Carlyle August Luer. Trichosalpinx vasquezii ingår i släktet Trichosalpinx och familjen orkidéer.
Artens utbredningsområde är Bolivia. Inga underarter finns listade i Catalogue of Life.